# Fingerita
Fingerita es un vanadato cúprico, mineral con la fórmula: β-Cu2V2O5. Fue descubierto como cristales triclínicos en sublimados volcánicos alrededor de fumarolas en el cráter del volcán de Izalco, El Salvador.  La fingerita se forma sólo bajo condiciones extremadamente raras, con elementos raros y desaparece con la lluvia, lo que le hace uno de los minerales más inusuales del planeta.

## Minerales asociados
thenardita, euclorina, estoiberita, esquerbinaita, ziesita, bannermanita,
calcocianita, calcantita.
Nombrada por Larry W. Finger (1940–2024) minerólogo estadounidense, Carnegie Institution, Washington, D.C., USA.